# Liste de ponts d'Iran
Cette liste de ponts d'Iran a pour vocation de présenter une liste de ponts remarquables d'Iran, tant par leurs caractéristiques dimensionnelles, que par leur intérêt architectural ou historique.

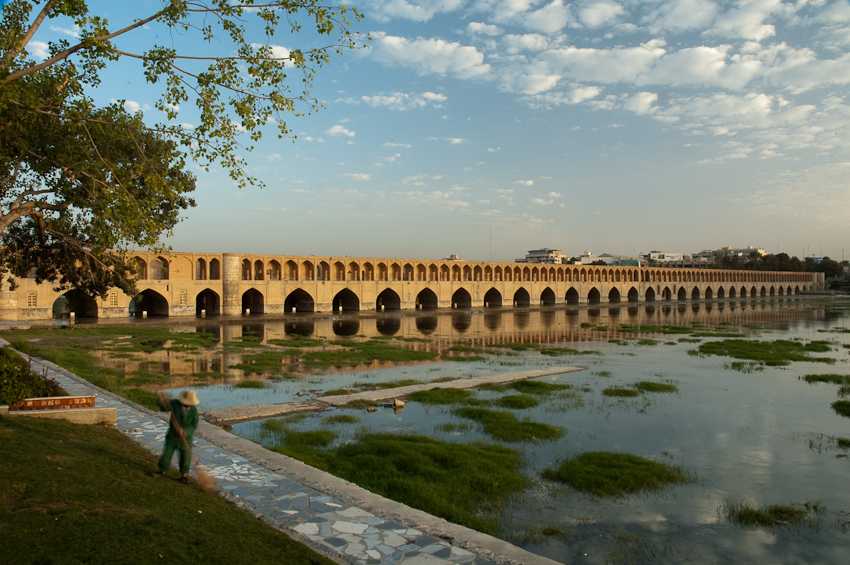
Le Si-o-se Pol à Ispahan compte parmi les ponts-barrages qui permettent de réguler les cours d'eau.

Elle est présentée sous forme de tableaux récapitulant les caractéristiques des différents ouvrages qui peuvent être triés selon les diverses entrées pour voir ainsi un type de pont particulier ou les ouvrages les plus récents par exemple. La colonne « type » donne la classification de l'ouvrage parmi ceux présentés, les colonnes Portée et Long. (longueur) sont exprimées en mètres et enfin Date indique la date de mise en service du pont.

## Ponts présentant un intérêt historique ou architectural
|                                                                  |    | Nom                                      | Persan         | Distinction | Long. | Type                                                                       | Voie portée Voie franchie                        | Date          | Localisation                                          | Province                         | Ref.            |
| ---------------------------------------------------------------- | -- | ---------------------------------------- | -------------- | --- | ----- | -------------------------------------------------------------------------- | ------------------------------------------------ | ------------- | ----------------------------------------------------- | -------------------------------- | --------------- |
| Band-e Kaisar                                                    | 1  | Band-e Kaisar Barrage de César           | بند قیصر       | Premier pont-barrage d'Iran · Patrimoine mondial (2009) · (Système hydraulique historique de Shushtar)                                              | 500   | Maçonnerie Pont-barrage                                                    | Hors service Route Pasargades - Ctésiphon Karoun | IIIe siècle   | Shushtar 32° 03′ 11,9″ N, 48° 50′ 54,7″ E             | Khuzestan                        | [ 1 ]           |
| Pol-e Dokhtar (pont de la Jeune-Fille)                           | 2  | Pol-e Dokhtar                            | پلدختر         | Construit durant la dynastie des Sassanides Hauteur libre : 30 mètres Patrimoine national (no 1678)                                                 | 270   | Maçonnerie 8 arches à l'origine                                            | Hors service Qizil-Uzun                          | IIIe siècle   | Pol-e Dokhtar 33° 09′ 36,9″ N, 47° 42′ 56,6″ E        | Lorestan                         | ,               |
|                                                                  | 3  | Pont de Kavâr                            | پل کوار        | Construit durant la dynastie des Sassanides Patrimoine national                                                                                     | 125   | Maçonnerie 6 arches                                                        | Hors service Qara Aqaj                           | IIIe siècle   | Kavar 29° 10′ 55,7″ N, 52° 41′ 48,9″ E                | Fars                             | [ 4 ]           |
|                                                                  | 4  | Pont de Kashgan                          | پل کشکان       | Patrimoine national (no 335) | 325   | Maçonnerie 12 arches à l'origine                                           | Hors service Kashgan                             | 398           | Moradabad 33° 35′ 17″ N, 47° 52′ 56,8″ E              | Lorestan                         | [ I 1 ]         |
|                                                                  | 5  | Pont Shapouri                            | پل شاپوری      | Construit durant la dynastie des Sassanides | 312   | Maçonnerie 28 arches à l'origine                                           | Hors service                                     |               | Khorramabad 33° 28′ 03,9″ N, 48° 20′ 19,7″ E          | Lorestan                         | [ I 2 ]         |
|                                                                  | 6  | Pont de Gâvmishân                        | پل گاوميشان    | Construit durant la dynastie des Sassanides | 175   | Maçonnerie                                                                 | Hors service Karkheh                             |               | Halush 33° 05′ 02,8″ N, 47° 32′ 16,3″ E               | Lorestan                         | [ I 3 ] [ 5 ]   |
| Pol-e Dokhtar (pont de la Jeune-Fille)                           | 7  | Pol-e Dokhtar (Meyaneh) démoli en 1946   | پل دختر میانه  | Portée : 23,9 mètres |       | Maçonnerie 3 arches brisées principales                                    | Hors service Kisi-Lou                            | VIIIe siècle  | Meyaneh 37° 19′ 27,3″ N, 47° 49′ 04,8″ E              | Azerbaïdjan oriental             | [ I 4 ] [ 6 ]   |
|                                                                  | 8  | Pont Mohammad Hassan Khan                | پل محمد حسن    | | 140   | Maçonnerie 9 arches                                                        | Babol                                            | 1146          | Babol 36° 31′ 27″ N, 52° 39′ 49,9″ E                  | Mazandaran                       | [ I 5 ] [ 7 ]   |
|                                                                  | 9  | Pont Shahrestan                          | پل شهرستان     | Construit par les Seldjoukides | 140   | Maçonnerie 13 arches brisées                                               | Pont piétonnier Zayandeh rud                     | XIe siècle    | Ispahan 32° 37′ 37,3″ N, 51° 43′ 03,7″ E              | Ispahan                          | [ I 6 ]         |
|                                                                  | 10 | Premier pont de Khodaafarin              | پل خداآفرین    | Frontière Azerbaïdjan - Iran | 160   | Maçonnerie 11 arches                                                       | Pont piétonnier Araxe                            | XIIe siècle   | Khomarlu - Xudafərin 39° 09′ 25,1″ N, 46° 56′ 14,4″ E | Azerbaïdjan oriental Azerbaïdjan | [ I 7 ] [ 8 ]   |
|                                                                  | 11 | Second pont de Khodaafarin               | پل خداآفرین    | Frontière Azerbaïdjan - Iran | 120   | Maçonnerie 15 arches                                                       | Pont piétonnier Araxe                            | XIIIe siècle  | Khomarlu - Xudafərin 39° 09′ 02,1″ N, 46° 56′ 24″ E   | Azerbaïdjan oriental Azerbaïdjan | [ I 7 ] [ 8 ]   |
|                                                                  | 12 | Pont de Maarnaan                         | پل مارنان      | Construit durant la dynastie des Séfévides |       | Maçonnerie                                                                 | Pont piétonnier Zayandeh rud                     | 1599          | Ispahan 32° 38′ 28,9″ N, 51° 38′ 36,2″ E              | Ispahan                          | [ I 8 ]         |
| Si-o-se Pol (pont aux trente-trois arches), Pol-e Allahverdikhan | 13 | Si-o-se Pol Pont aux trente-trois arches | سی وسه پل      | Construit durant la dynastie des Séfévides | 298   | Maçonnerie 2 niveaux (33 arches brisées sur niveau inférieur) Pont-barrage | Pont piétonnier Zayandeh rud                     | 1602          | Ispahan 32° 38′ 41″ N, 51° 40′ 03″ E                  | Ispahan                          | [ I 9 ]         |
|                                                                  | 14 | Pont Latidan                             | پل لاتیدان     | |       | Maçonnerie                                                                 | Hors service Kul                                 | 1619          | Arabi 27° 11′ 38,6″ N, 55° 45′ 02,4″ E                | Hormozgan                        | [ I 10 ]        |
|                                                                  | 15 | Pont de Khaju                            | پل خواجو       | Construit durant la dynastie des Séfévides | 132   | Maçonnerie 21 arches brisées sur niveau inférieur Pont-barrage             | Pont piétonnier Zayandeh rud                     | 1650          | Ispahan 32° 38′ 12,6″ N, 51° 40′ 59,9″ E              | Ispahan                          | [ I 11 ] [ 9 ]  |
|                                                                  | 16 | Pont Joui                                | پل جویی        | Les deux salons, réservé à l'origine au Chah Abbas II et à sa cour, servent aujourd'hui de salons de thé Construit durant la dynastie des Séfévides | 147   | Maçonnerie 21 arches brisées                                               | Pont piétonnier Zayandeh rud                     | 1665          | Ispahan 32° 38′ 16,8″ N, 51° 40′ 39″ E                | Ispahan                          | [ I 12 ]        |
|                                                                  | 17 | Pont Davazdah Cheshmeh                   | پل دوازده چشمه | Construit durant la dynastie des Séfévides | 127   | Maçonnerie 12 arches brisées, brique                                       | Imam Reza Street Haraz                           | XVIIIe siècle | Amol 36° 28′ 17,2″ N, 52° 21′ 21,3″ E                 | Mazandaran                       | [ 7 ]           |
|                                                                  | 18 | Pont de Maragha                          | پل مردق        | Construit durant la dynastie des Séfévides | 26    | Maçonnerie 3 arches                                                        | Mardaq-Chay                                      |               | Maragha 37° 20′ 35,3″ N, 46° 24′ 13″ E                | Azerbaïdjan oriental             | [ 10 ]          |
|                                                                  | 19 | Pont de Miandoab                         | پل مياندوآب    | Construit durant la dynastie kadjar Patrimoine national (no 2068)                                                                                   | 52    | Maçonnerie 5 arches                                                        | Hors service Simineh                             |               | Miandoab 36° 57′ 24,3″ N, 46° 03′ 12,2″ E             | Azerbaïdjan occidental           | [ 11 ]          |
|                                                                  | 20 | Pont de Veresk                           | پل ورسک        | Portée : 66 mètres | 273   | Maçonnerie 1 arche segmentaire principale, 10 voûtelettes                  | Chemin de fer transiranien                       | 1936          | Veresk 35° 54′ 11,9″ N, 52° 59′ 26,7″ E               | Mazandaran                       | [ I 13 ] [ 12 ] |
|                                                                  | 21 | Pont de Loshan                           | پل خشتی لوشان  | Patrimoine national (no 2034) | 102   | Maçonnerie 4 arches                                                        | Shah Rood                                        |               | Lowshan 36° 37′ 24,3″ N, 49° 30′ 47,8″ E              | Gilan                            | [ I 14 ] [ 13 ] |
|                                                                  | 22 | Pont Shahpoor (fa)                       | پل شاپور       | |       | Maçonnerie 2 arches brisées                                                |                                                  |               | Shirgah 36° 21′ 01,9″ N, 52° 51′ 35,8″ E              | Mazandaran                       |                 |
|                                                                  | 23 | Pont Urim                                | پل اوریم       | |       | Maçonnerie 1 arche, 11 voûtelettes                                         |                                                  |               | Ourim 35° 56′ 21″ N, 52° 59′ 31,2″ E                  | Mazandaran                       |                 |
|                                                                  | 24 | Pont Shahi                               | پل سنگی پلور   | |       | Maçonnerie 1 arche principale                                              |                                                  |               | Polour 35° 51′ 18,3″ N, 52° 03′ 24″ E                 | Mazandaran                       |                 |

## Grands ponts
Ce tableau présente les plus grands ponts d'Iran (liste non exhaustive).
|  |    | Nom                          | Persan                   | Portée   | Long. | Type                                                         | Voie portée Voie franchie                    | Date | Localisation                                           | Province                                    | Ref.   |
|  | -- | ---------------------------- | ------------------------ | -------- | ----- | ------------------------------------------------------------ | -------------------------------------------- | ---- | ------------------------------------------------------ | ------------------------------------------- | ------ |
|  | 1  | Pont de Lali                 | پل لالی                  | 256      | 460   | Haubané Tablier mixte acier/béton, pylônes béton 102+256+102 | Karoun                                       | 2011 | Lali 32° 15′ 47,7″ N, 49° 04′ 38,7″ E                  | Khuzestan                                   | [ 14 ] |
|  | 2  | Pont du barrage Karun-3      | سد کارون 3               | 252      | 336   | Arc Treillis acier, tablier porté                            | Izeh - Dehdez Karoun                         | 2005 | Bajool 31° 46′ 54,1″ N, 50° 07′ 05,6″ E                | Khuzestan                                   | [ 15 ] |
|  | 3  | Pont de la vallée du Ghotour | پل قطور                  | 223      | 443   | Arc Treillis acier, tablier porté                            | Chemin de fer transiranien Vallée du Ghotour | 1970 | Khoy 38° 28′ 40,7″ N, 44° 46′ 06,3″ E                  | Azerbaïdjan occidental                      |        |
|  | 4  | Huitième pont d'Ahvaz        | پل هشتم                  | 212      | 643   | Haubané Tablier mixte acier/béton, pylônes béton 78+212+78   | Ahsan St. - Zand St. Karoun                  |      | Ahvaz 31° 18′ 50,4″ N, 48° 40′ 18,5″ E                 | Khuzestan                                   |        |
|  | 5  | Pont est du barrage Karun-3  | سد کارون 3               | 175      |       | Arc Treillis acier, tablier porté                            | Izeh - Dehdez Karoun                         | 2005 | Bajool 31° 46′ 44,9″ N, 50° 07′ 18,2″ E                | Khuzestan                                   |        |
|  | 6  | Pont Bahrami                 | پل کابلی                 | 150      | 675   | Haubané Tablier mixte acier/béton, pylônes béton 72+150+72   | Shushtar Bypass Road 39 Karoun               | 2006 | Shushtar 32° 02′ 02,5″ N, 48° 49′ 19,7″ E              | Khuzestan                                   | ,      |
|  | 7  | Septième pont d'Ahvaz        | پل هفتم                  | 140 (x2) | 490   | Poutre-caisson Béton précontraint 75+140+140+75              | Karoun                                       | 1999 | Ahvaz 31° 20′ 05,4″ N, 48° 41′ 16,3″ E                 | Khuzestan                                   |        |
|  | 8  | Pont du lac d'Ourmia         | پل میان‌گذر دریاچه ارومیه | 100      | 1414  | Arc Acier, tablier suspendu Pont bow-string                  | Route 16 Lac d'Ourmia                        | 2008 | Ourmia - Île de Shahi 37° 47′ 35,6″ N, 45° 22′ 28,4″ E | Azerbaïdjan occidental Azerbaïdjan oriental | [ 18 ] |
|  | 9  | Pont d'Ahvaz                 | پل اهواز                 |          | 501   | Arc Acier, tablier intermédiaire                             | Felestin St. - Taleghani Karoun              | 1936 | Ahvaz 31° 19′ 26,6″ N, 48° 40′ 30,8″ E                 | Khuzestan                                   | [ 12 ] |
|  | 10 | Pont Felezi                  | پل فلزی                  |          | 140   | Arc Béton, tablier suspendu                                  | Haraz                                        |      | Amol 36° 28′ 13,6″ N, 52° 21′ 21,8″ E                  | Mazandaran                                  |        |